# Adang Beurabo
Adang Beurabo is een bestuurslaag in het regentschap Pidie van de provincie Atjeh, Indonesië. Adang Beurabo telt 371 inwoners (volkstelling 2010).